# Muela de rectificar

Sketch de cómo las partículas abrasivas en una muela de rectificar remueve material de una pieza

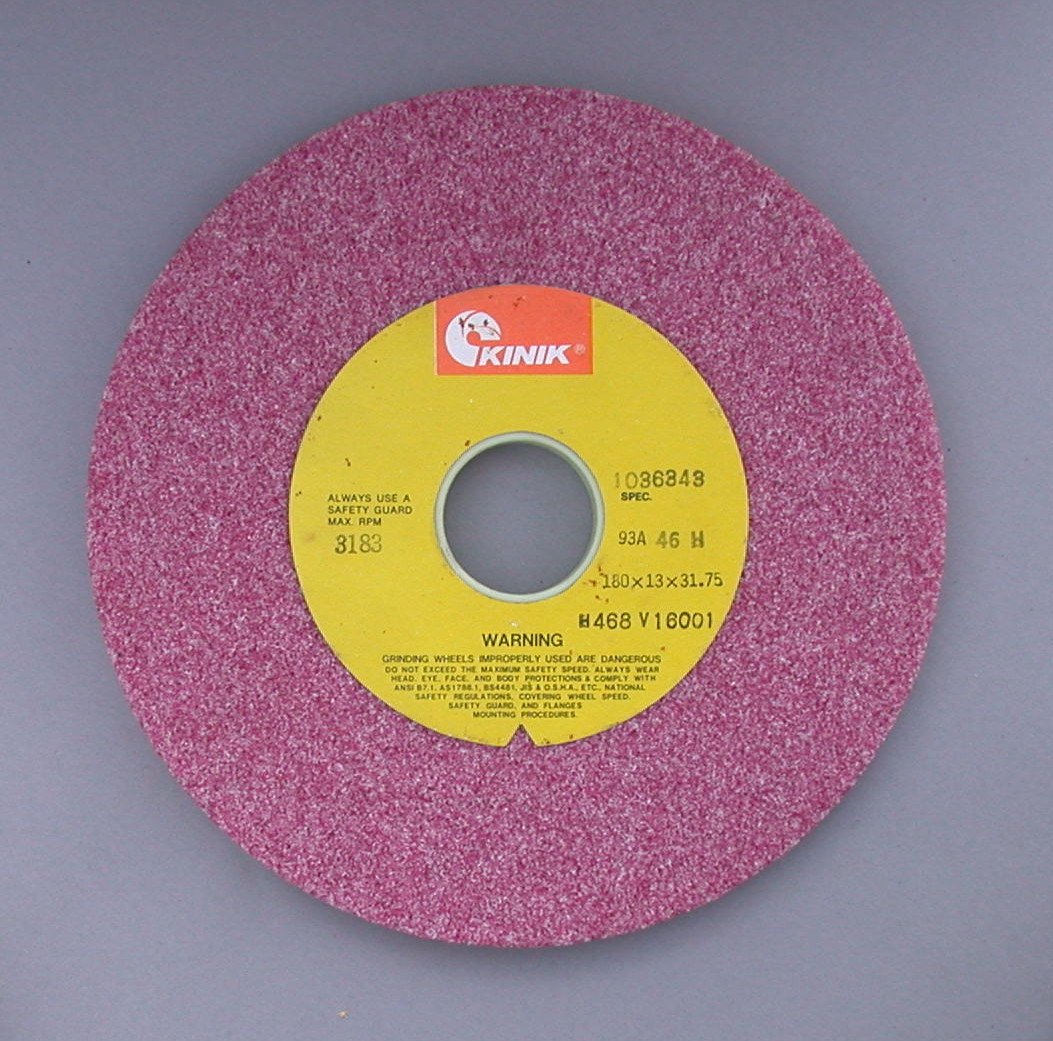
Muela de rectificar

La muela de rectificar es una herramienta abrasiva utilizada para el arranque de viruta dentro de las operaciones de mecanizado con abrasivos. La operación que se realiza con las muelas es el denominado rectificado en el que se elimina material por medio de esta herramienta.https://lim.ii.udc.es/docencia/din-proind/docs/respuestas/p84.htm#:~:text=La%20velocidad%20de%20traslaci%C3%B3n%20de,a%201%2F4%20del%20mismo.
El proceso de rectificado se emplean en materiales de gran dureza pudiendo eliminar cantidades muy pequeñas de material, lo que hace posible que las medidas estén dentro de órdenes de 10-6 m y alcanzan una rugosidad superficial muy pequeña. De esta manera se pueden cumplir límites de tolerancias que por otros procesos de mecanizado no sería posible alcanzar como por ejemplo IT5 frente a IT8 en cilindro exterior que se conseguía en el torno. 
No obstante, también se pueden utilizar en materiales blandos, pero adaptándose en cada situación a las características pertinentes.
Debido a la dureza y dimensiones de material a eliminar, desaparece la posibilidad de utilizar otro tipo de mecanizado convencional por medio de una herramienta, por ello para trabajos de esta índole el uso de las muelas es el único permisible, haciendo de este un proceso muy determinado en el sector.

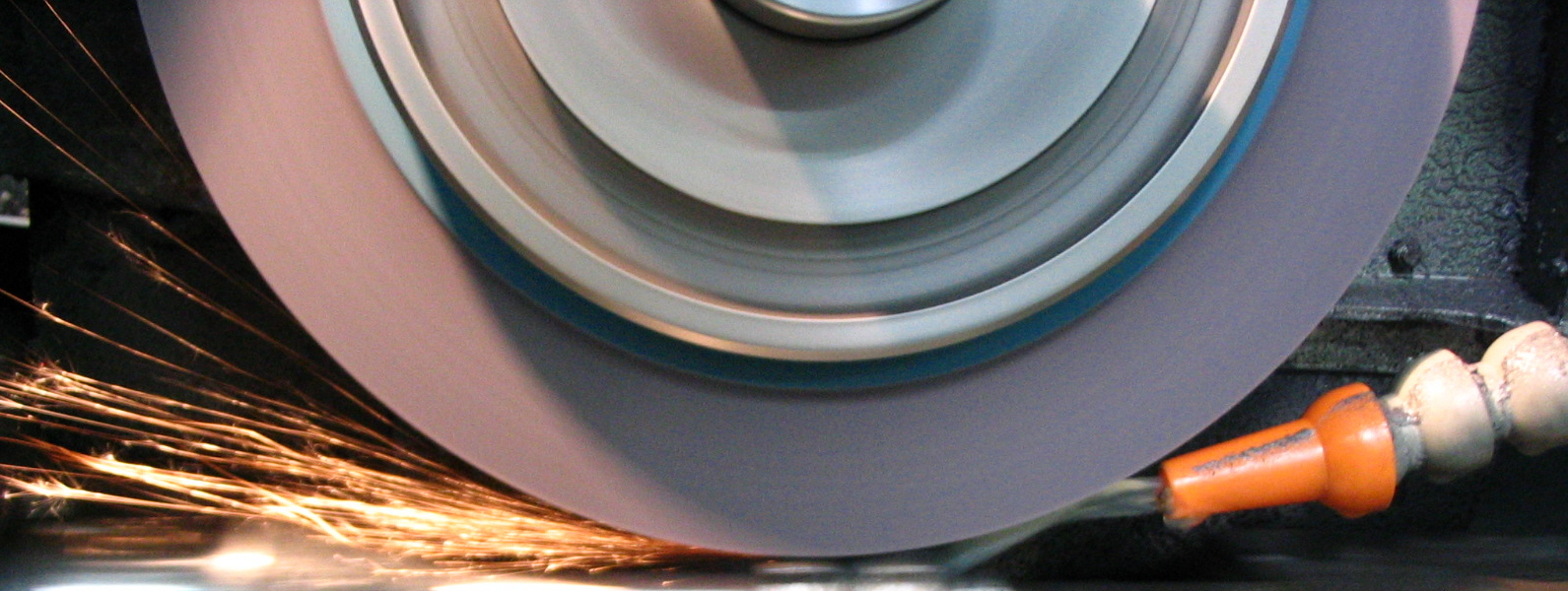
Muela de rectificar en acción

## Propiedades
- Tienen un número indefinido de aristas cortantes, formadas por granos abrasivos, y cada uno de estos granos elimina una cantidad muy pequeña del material. Estos granos están unidos por un aglomerante.

- Los puntos de corte de la muela están situados de forma aleatoria al tener imposibilidad de controlar la posición y forma de cada grano de la muela.

- La viruta generada no deformada es del orden de 10-6 m

- La velocidad de corte puede llegar a los 4000 m/min

- La energía consumida en este proceso es muy alta, siendo el 10% de esta energía empleada la consumida por la muela. El  80% de la energía es perdida en forma de calor.

- La velocidad de arranque de material es muy bajas, del orden de 300mm³/min

## Operaciones de mecanizado en las que se emplean muelas
- Tronzado y ranurado: en mecanizado por abrasivos esta operación obtiene acabados de alta calidad, difíciles de encontrar en otros tipos de mecanizado. Para la realización de esta operación se utilizan muelas delgadas con aglomerante orgánico.

- Afilado de herramientas: es de uso común realizar afilados con este tipo de mecanizado, lo que se conoce popularmente como "lijar".

- Amolado: elevada cantidad de material eliminado, proceso manual

- Desbardado: mayor eliminación de material que el proceso anterior, ya que en éste no se tiene en cuenta el resultado final.

- Rectificado: aumentar calidad superficial, dimensional y de forma.

- Procesos industriales de superacabado: mejores resultados que en el caso anterior, obteniendo las mejores calidades posibles en mecanizado, creando muy poca cantidad de viruta debido a su baja eliminación de material.

## Características

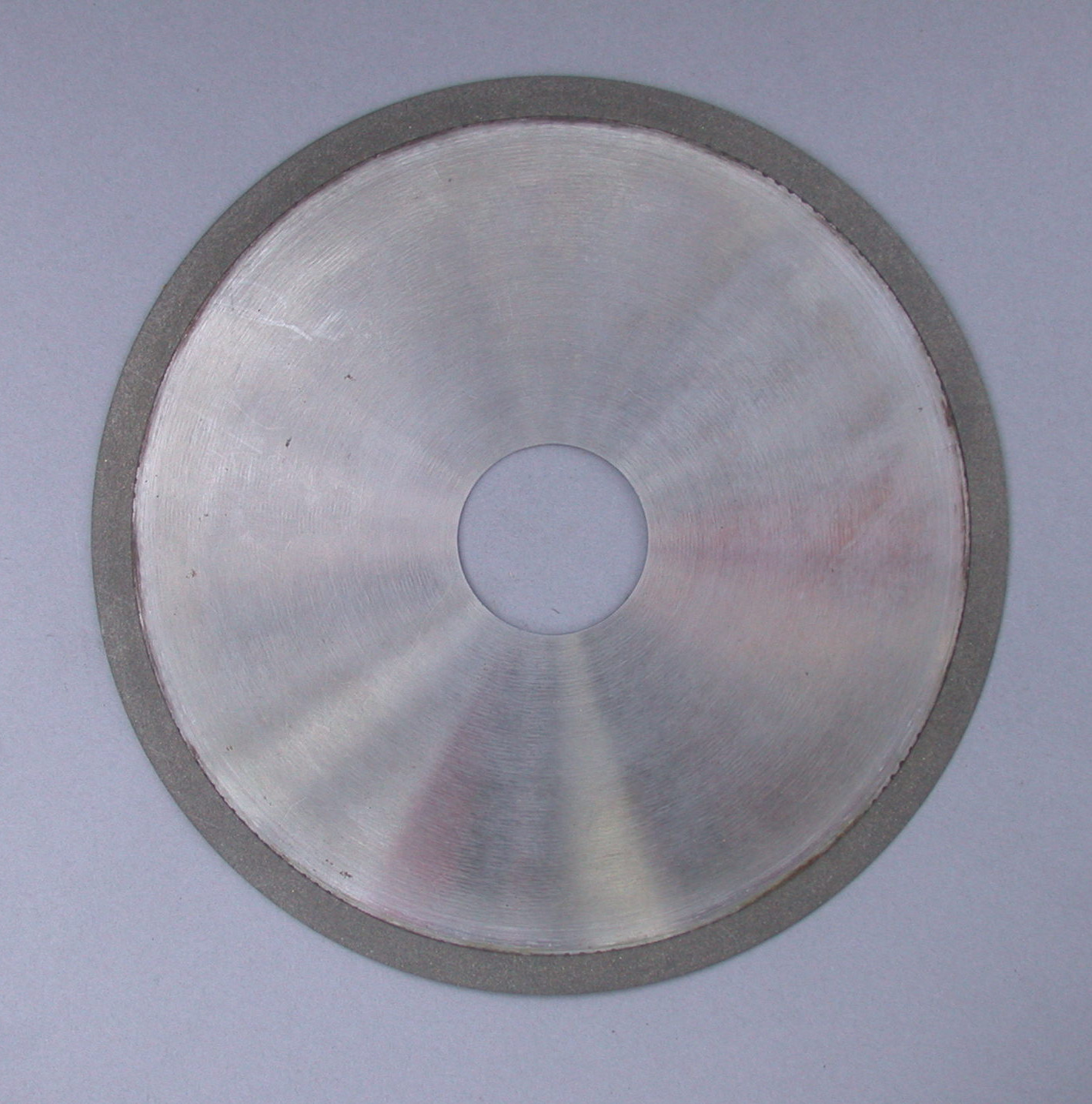
Muela de diamante

Una muela está constituida por el grano abrasivo y el aglutinante.
1-ABRASIVO
El objetivo del abrasivo es la eliminación del material, siendo su parámetro fundamental el tamaño de grano en cuanto al tamaño de huella que va a quedar. A mayor tamaño de grano, mayor velocidad de arranque de material pero peor rugosidad y acabado superficial. Por esta razón se suelen utilizar muelas de grano basto para operaciones de desbaste y muelas de grano fino, con mucho menor rendimiento volumétrico, para operaciones de acabado.
Las características ideales del grano abrasivo son:
- Que todos los granos tengan el mismo tamaño, ya que esto afecta al acabado superficial final.
- Que sean tenaces.
- Que sean duros, para poderlos emplear en materiales duros.
- Que sean granos resistentes al desgaste.

Los tipos de abrasivos más empleados son:
- Alundum o Corindón (Al2O3)
- Diamante natural o sinterizado
- Borazón (NB)
- Carborundum (CSi)

De menor a mayor dureza, estarían ordenados de la siguiente manera:
Alundum o Corindón (2100 kp/mm²) – Carborundum (2400 kp/mm²) – Borazón (4700 kp/mm²) – Diamante sinterizado (7000 kp/mm²) (superabrasivo)
Según su dureza se usa para materiales tales como aceros o hierros (los más blandos) hasta el afilado de metales duros y aceros de matricería (los más duros).
2-AGLUTINANTE
El aglutinante, como su nombre indica, es el encargado de hacer permanecer unidos a los granos de abrasivo durante las operaciones de rectificado. La principal característica de los aglutinante es su capacidad de conservar el abrasivo ante los esfuerzos de corte y fuerzas centrífugas.
Las características ideales del aglutinante son:
- Que sean resistentes al ataque de los fluidos de corte.
- Que sean resistentes al calor.
- Que sean tenaces.

Los tipos de aglutinante más utilizados son:
- Cerámico: son los más empleado en la industria. No se ven afectados por el ambiente pero son frágiles. Son mezclas de feldespatos, arcillas y cuarzo tratados entre 1300 y 2000 °C. La velocidad máxima periférica que admiten sin perder el abrasivo es 30m/s.
- Aglomerantes orgánicos y resionides: poseen mayor flexibilidad y tenacidad que los anteriores. Son cauchos, bakelitas, gomas o lacas. La velocidad máxima periférica que admiten sin perder el abrasivo es 80m/s.
- Metálicos: formados por discos de algún material en cuya superficie se pone una capa de material más blando (típicamente aluminio) donde se encuentra disperso un superabrasivo. La velocidad máxima periférica que admiten sin perder el abrasivo es 250m/s.
- Minerales: son los más baratos pero presentan problemas al ser hidroscópicos por lo que no se utilizan en la industria.

Si el grado de la muela es bajo, esto quiere decir que los granos se desprenden fácilmente y se desgasta rápidamente, pero a su vez, esto general que aparezcan granos nuevos, lo que se le llama auto-afilado. Por otro lado, el grado de la muela es alto, los granos están fuertemente sujetos y tiene una larga vida útil, pero a su vez, estos granos se desgastan y pierden su capacidad de corte, lo que implica que tocará afilar y limpiar la muela, lo que se llama reavivar la muela.
Las muelas de bajo grado se suelen emplear para:
- Velocidades de muela altas.
- Velocidades de la pieza bajas.
- Superficies de contacto entre material y muela amplias.
- Materiales muy duros.

En cambio, las muelas de alto grado se suelen emplear para:
- Velocidades de muela bajas.
- Velocidades de la pieza altas.
- Superficies de contacto entre el material y muela pequeñas.
- Materiales blandos.

## Estructura de la muela
La estructura es la densidad de granos dentro del aglomerante y los poros que tiene.
Por una parte, los granos pueden estar juntos y no existir espacios sin aglomerante siendo así una estructura muy cerrada. Por otra parte, pueden estar separados y que tenga una gran porosidad siendo así una estructura abierta.
Las muelas con muchos poros permiten la utilización de granos finos, por lo que circula mejor el líquido refrigerante, tienen mayor velocidad de rotación y son muy buenas para el rectificado de piezas que con el sobrecalentamiento pudieran estropearse. El lado negativo, es que su productividad es baja.

## Identificación de las muelas
Para establecer las características de las muelas, existe una norma que establece unos símbolos con todos los datos para su identificación:
| Tipo de abrasivo                 |
| -------------------------------- |
| Alundum (Alúmina)                |
| Carburo de Boro                  |
| Carborundum (Carburo de silicio) |
| Diamante                         |

| Grueso                           | Medio                  | Fino                                 | Muy fino              |
| 10 - 12 - 14 - 16 - 18 - 20 - 24 | 30 - 36 - 46 - 54 - 60 | 70 - 80 - 90 - 100 - 120 - 150 - 180 | 220 - 240 - 280 - 320 |

| DEFG       | HIJK   | LMNO  | PQRS | TUVWXYZ  |
| Muy Blanda | Blanda | Media | Dura | Muy duro |

| Estructura                    |                       |
| ----------------------------- | --------------------- |
| Compacta o cerrada            | Porosa o abierta      |
| 1 - 2 - 3 - 4 - 5 - 6 - 7 - 8 | 9 - 10 - 12 - 14 - 16 |

| Vitrificado o cerámico | Baquelita | Elástico | Metálico | Silicato |

Obteniendo así un código de 5 caracteres más las siglas del fabricante al final, como por ejemplo: B30N5Mx

## Tipos de rectificado con muelas
Los parámetros principales son:
- Velocidad periférica de la muela.

- Profundidad de pasada y velocidad de avance de la muela.

- Características de la muela.

Para diferenciar los tipos de rectificado cabe destacar, rectificado de superficies de revolución y rectificado de superficies planas, en el segundo caso se distinguen el rectificado frontal y el rectificado tangencial, y respecto al rectificado de superficies de revolución, se divide en rectificado exterior e interior, los dos con la opción de "con centros" o "sin centros".

## Montaje de las muelas
Cuando montamos una muela en una rectificadora, debemos realizar ciertas operaciones para que la misma quede en condiciones de realizar correctamente el rectificado de la superficie que deba tratar; entre estas operaciones están el equilibrado de la muela, sujeción de la misma en el eje y diamantado de su superficie. Si la muela no está correctamente centrada o tiene un desequilibrio apreciable, el perfil resultante, al rectificar una superficie plana.
Debemos tener presente que en una rectificadora existen dos movimientos como son el circular de la muela y el de vaivén de la mesa que contiene la superficie a rectificar o en el caso de que la pieza a rectificar sea un eje existirán dos movimientos circulares, el de la muela y el del eje. Recordemos que cuando un rotor, en este caso una muela, está desequilibrada, existe una fuerza centrífuga según la ecuación:
{\displaystyle {{\vec {F}}={\vec {R}}\cdot m\cdot {w^{2}}}}

donde m es el desequilibrio, R es el radio donde se encuentra el desequilibrio y ω es la velocidad angular de la muela.

## Forma de las muelas

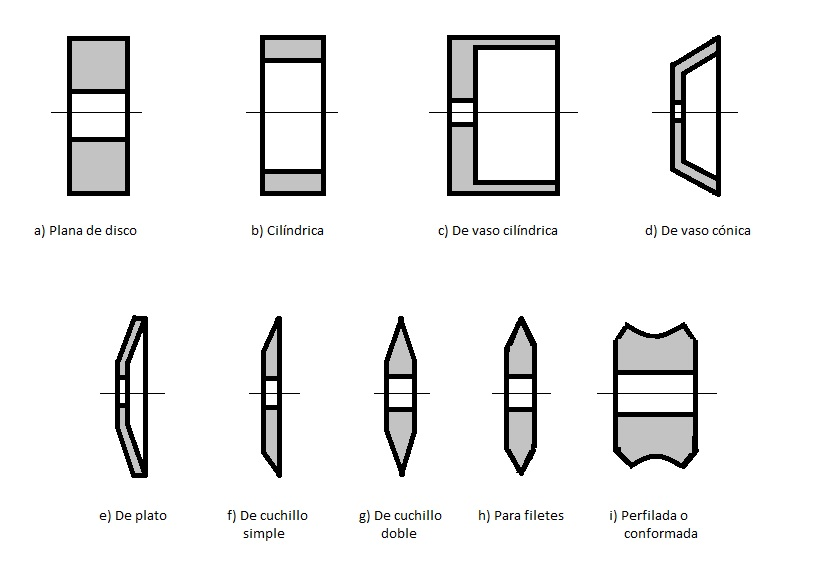
Diferentes formas de muelas

Existen variedad de formas de las muelas para el rectificado, cada una con un uso específico. Para rectificar superficies cilíndricas se emplean la a) y la b), para el rectificado plano se emplean las muelas de la forma c), para el afilado de herramientas se emplea la d), para afilar herramientas también y sierras se emplea la e), para desbardar fundiciones se emplean la f) y la g), la h) como su nombre indica para rectificar filetes de roscas y finalmente la i) para rectificar perfiles o dar formas.

## Movimientos de las muelas
- Movimiento de corte (Mc) : lo hace independientemente del Mr´ y es del orden de los 2000 a los 2500 m/min

- Movimiento de rotación de la muela de arrastre (Mr´) : a su vez da el movimiento de avance a la pieza a rectificar. Es lento y comprendido entre 10 y 50 m/min

- Ángulo ": es la inclinación que se le puede dar opcionalmente al rodillo de arrastre, y que origina el desplazamiento axial de la pieza (cuanto mayor sea este ángulo, mayor será la velocidad del desplazamiento de la pieza a rectificar). Esta inclinación será aproximada de 1 a 5 grados.

## Diferencias respecto mecanizado convencional
- Las muelas, al contrario que en una herramienta de corte, disponen de un número indefinido de aristas cortantes, cada una de las cuales arranca una parte del material, siendo cada una de estas aristas granos de abrasivo.

- Los filos de corte se encuentran situados de manera aleatoria.

- La viruta restante del proceso es de un tamaño diminuto.

- Las velocidades de corte pueden ser de la orden de diez veces superior a las que se pueden alcanzar con un mecanizado con una herramienta de un solo filo, y esto es debido a sus infinitos filos de corte.

- Es un proceso capaz de dar lugar a ángulos del plano de cizallamiento variables desde el inicio hasta el final del mecanizado, y permanentemente muy pequeños.

- La energía consumida en este tipo de mecanizado es veinte veces superior a la de un proceso convencional, provocando de estas maneras altas temperaturas en el proceso tanto para la pieza como para la muela, encontrando de esta manera un punto muy desfavorable y muy a tener en cuenta a la hora de realizar el proceso ya que este calor es el que provoca problemas del tipo: quemaduras, grietas superficiales, tensiones residuales, modificaciones en la microestructura superficial y errores dimensionales, por lo que en el rectificado es imprescindible y el uso de fluidos de corte con la función de refrigerante, así como también de lubricante. La energía utilizada se distribuye en la mayor parte en la pieza, con un alto porcentaje, seguido a un nivel mucho más bajo por la herramienta y finalmente el resto de calor se lo lleva la viruta creada.